# Bahamas Bowl
El Bahamas Bowl es un bowl de fútbol americano universitario organizado por la NCAA que se juega anualmente en Nassau, Bahamas en el Thomas Robinson Stadium y enfrentan a equipos de la Mid-American Conference y la Conference USA.
Se ha realizado anualmente desde 2014 exceptuando la edición de 2020 que fue cancelada por las restricciones a causa de la pandemia de Covid-19.

## Historia
La edición inaugural del Bahamas Bowl se jugó en 2014, siendo el primer bowl (FBS o equivalente) que se juega fuera de los Estados Unidos y Canadá entre dos equipos estadounidenses desde enero de 1937, Bacardi Bowl en La Habana, Cuba. El partido enfrenta a equipos de la Mid-American Conference y la Conference USA; lo que continúa actualmente. En julio de 2019, la MAC anunció que continuaría apoyando el bowl hasta la temporada 2025–26.
Hasta 2017 el bowl fue patrocinado por Popeyes Louisiana Kitchen, franquicia de restaurante de pollo frito y oficialmente fue conocido como Popeyes Bahamas Bowl. Después fue el Restaurant Brands International que adquirió a Popeyes en 2017, y declinó a renovar el patrocinio. Elk Grove Village, Illinois —"hogar de una gran parque industrial en Estados Unidos"— dio su patrocinio en 2018, por lo que el bowl pasó a llamarse Makers Wanted Bahamas Bowl. El nombre continuó hasta que Elk Grove Village terminó con el patrocinio en 2020.
Desde 2016 el ganador se lleva el trofeo conocido como Prime Minister's Trophy. Desde la edición de 2018 el trofeo mide 30 cm de alto y pesa 30 lb.

## Resultados
| Fecha | Campeón                               | Campeón                               | Finalista                             | Finalista                             | Asistencia                            |                                       |
| ----- | ------------------------------------- | ------------------------------------- | ------------------------------------- | ------------------------------------- | ------------------------------------- | ------------------------------------- |
| 2014  | Western Kentucky                      | 49                                    | Central Michigan                      | 48                                    | 13,667                                |                                       |
| 2015  | Western Michigan                      | 45                                    | Middle Tennessee                      | 31                                    | 13,123                                |                                       |
| 2016  | Old Dominion                          | 24                                    | Eastern Michigan                      | 20                                    | 13,422                                |                                       |
| 2017  | Ohio                                  | 41                                    | UAB                                   | 6                                     | 13,585                                |                                       |
| 2018  | FIU                                   | 35                                    | Toledo                                | 32                                    | 13,510                                |                                       |
| 2019  | Buffalo                               | 31                                    | Charlotte                             | 9                                     | 13,547                                |                                       |
| 2020  | Cancelado por la pandemia de Covid-19 | Cancelado por la pandemia de Covid-19 | Cancelado por la pandemia de Covid-19 | Cancelado por la pandemia de Covid-19 | Cancelado por la pandemia de Covid-19 | Cancelado por la pandemia de Covid-19 |
| 2021  | Middle Tennessee                      | 31                                    | Toledo                                | 24                                    | 13,596                                |                                       |
| 2022  | UAB                                   | 24                                    | Miami                                 | 20                                    | 12,172                                |                                       |

- Fuente:[12]

## Apariciones

### Por Equipo
| Equipo           | Apariciones | Record |
| ---------------- | ----------- | ------ |
| Middle Tennessee | 2           | 1–1    |
| UAB              | 2           | 1-1    |
| Toledo           | 2           | 0–2    |

Equipos con una aparición
Ganó: Buffalo, FIU, Ohio, Old Dominion, Western Kentucky, Western Michigan

Perdió: Central Michigan, Charlotte, Eastern Michigan,Miami 

### Por Conferencia
| Conferencia | Record | Record | Record | Record                       | Apariciones                  | Apariciones |
| Conferencia | J      | G      | P      | Ganó                         | Perdió                       |             |
| ----------- | ------ | ------ | ------ | ---------------------------- | ---------------------------- | ----------- |
| MAC         | 8      | 3      | 5      | 2015, 2017, 2019,            | 2014, 2016, 2018, 2021, 2022 |             |
| C-USA       | 8      | 5      | 3      | 2015, 2017, 2018, 2021, 2022 | 2014, 2016, 2019             |             |

## Jugador Más Valioso
| Año  | MVP Ofensivo        | MVP Ofensivo     | MVP Ofensivo | MVP Defensivo    | MVP Defensivo    | MVP Defensivo | Ref.          |
| Año  | Nombre              | Equipo           | Pos.         | Nombre           | Equipo           | Pos.          | Ref.          |
| ---- | ------------------- | ---------------- | ------------ | ---------------- | ---------------- | ------------- | ------------- |
| 2014 | Brandon Doughty     | Western Kentucky | QB           | Derik Overstreet | Western Kentucky | DL            | [ 13 ]        |
| 2015 | Jamauri Bogan       | Western Michigan | RB           | Grant DePalma    | Western Michigan | LB            | [ 14 ]        |
| 2016 | Ray Lawry           | Old Dominion     | RB           | TJ Ricks         | Old Dominion     | LB            | [ 15 ]        |
| 2017 | Dorian Brown        | Ohio             | RB           | Javon Hagan      | Ohio             | FS            | [ 16 ]        |
| 2018 | Christian Alexander | FIU              | QB           | Edwin Freeman    | FIU              | LB            | [ 17 ]        |
| 2019 | Jaret Patterson     | Buffalo          | RB           | Malcolm Koonce   | Buffalo          | DE            | [ 18 ] [ 19 ] |
| 2021 | Nicholas Vattiato   | Middle Tennessee | QB           | DQ Thomas        | Middle Tennessee | LB            | [ 20 ] [ 21 ] |

## Récords
| Equipo                             | Record, Equipo vs. Rival                                                                              | Año             |
| ---------------------------------- | --- | --------------- |
| Más Puntos Anotados                | 49, Western Kentucky vs. Central Michigan                                                             | 2014            |
| Más Puntos Anotados (perdedor)     | 48, Central Michigan vs. Western Kentucky                                                             | 2014            |
| Más Puntos Acumulados              | 97, Western Kentucky vs. Central Michigan                                                             | 2014            |
| Menos Puntos Recibidos             | 6, Ohio vs. UAB                                                                                       | 2017            |
| Mayor victoria                     | 35, Ohio vs. UAB                                                                                      | 2017            |
| Yardas Totales                     | 647, Western Kentucky vs. Central Michigan                                                            | 2014            |
| Yardas Terrestres                  | 282, Western Michigan vs. Middle Tennessee                                                            | 2015            |
| Yardas Aéreas                      | 493, Central Michigan vs. Western Kentucky                                                            | 2014            |
| First downs                        | 29, Western Kentucky vs. Central Michigan                                                             | 2014            |
| Menos Yardas Permitidas            | 278, Buffalo vs. Charlotte                                                                            | 2019            |
| Menos Yardas Terrestres Permitidas | 80, Buffalo vs. Charlotte                                                                             | 2019            |
| Menos Yardas Aéreas Permitidas     | 77, Charlotte vs. Buffalo                                                                             | 2019            |
| Individual                         | Record, Nombre, Equipo vs. Rival                                                                      | Año             |
| Yardas Totales                     | 215, Jamauri Bogan (Western Michigan)                                                                 | 2015            |
| Touchdowns (totales)               | 4, shared by Bogan, Brown, and Davis (see below)                                                      |                 |
| Yardas Terrestres                  | 215, Jamauri Bogan (Western Michigan)                                                                 | 2015            |
| Touchdowns Terrestres              | 4, compartido con: Jamauri Bogan (Western Michigan) Dorian Brown (Ohio)                               | 2015 2017       |
| Yardas Aéreas                      | 493, Cooper Rush (Central Michigan)                                                                   | 2014            |
| Touchdowns Aéreos                  | 7, Cooper Rush (Central Michigan)                                                                     | 2014            |
| Yardas por Recepción               | 183, Corey Davis (Western Michigan)                                                                   | 2015            |
| Reepciones de Touchdown            | 4, Titus Davis (Central Michigan)                                                                     | 2014            |
| Tackleadas                         | 12, Grant DePalma (Western Michigan) 8, Jamez Brickhouse (Old Dominion)                               | 2015 2016       |
| Capturas                           | 2, compartido con: Derik Overstreet (Western Kentucky) Malcolm Koonce, (Buffalo) Nate Givhan (Toledo) | 2014 2019 2021  |
| Intercepciones                     | 1, varios jugadores                                                                                   |                 |
| Jugadas Largas                     | Record, Nombre, Equipo vs. Rival                                                                      | Año             |
| Touchdown Terrestre                | 74 yds., Dorian Brown (Ohio)                                                                          | 2017            |
| Touchdown Aéreo                    | 90 yds., Dequan Finn to Matt Landers (Toledo)                                                         | 2021            |
| Regreso de Kickoff                 | 45 yds., Andre Wilson (UAB)                                                                           | 2017            |
| Regreso de Despeje                 | 34 yds., Kylan Nelson (Ohio)                                                                          | 2017            |
| Regreso de Intercepción            | 49 yds., Samuel Womack (Toledo)                                                                       | 2021            |
| Regreso de Fumble                  | 27 yds., Tony Annese (Central Michigan)                                                               | 2014            |
| Despeje                            | 54 yds., compartido con: Michael Farkas (Ohio) Bailey Flint (Toledo)                                  | 2017 2018, 2021 |
| Gol de Campo                       | 47 yds., Andrew Haldeman (Western Michigan)                                                           | 2015            |

- Fuente:[23]

## Cobertura de Medios

### Televisión
| Fecha | Network | Narrador    | Comentarios           | Reportero      |
| ----- | ------- | ----------- | --------------------- | -------------- |
| 2014  | ESPN    | Steve Levy  | Lou Holtz & Mark May  | Laura Rutledge |
| 2015  | ESPN    | Steve Levy  | Mack Brown & Mark May | Kaylee Hartung |
| 2016  | ESPN    | Steve Levy  | Mack Brown            | Kaylee Hartung |
| 2017  | ESPN    | Steve Levy  | Desmond Howard        | Laura Rutledge |
| 2018  | ESPN    | Steve Levy  | Desmond Howard        | Laura Rutledge |
| 2019  | ESPN    | Steve Levy  | Greg McElroy          | Dianna Russini |
| 2021  | ESPN    | Matt Barrie | Booger McFarland      | Katie George   |

### Radio
| Año  | Network          | Narrador      | Comentarios    |
| ---- | ---------------- | ------------- | -------------- |
| 2014 | ESPN Radio       | John Brickley | Pete Najarian  |
| 2015 | RedVoice, LLC    | Brian Hanni   | Rob Best       |
| 2016 | RedVoice, LLC    | Brian Hanni   | Rob Best       |
| 2017 | Gameday Radio    | Kyle Wiggs    | Rob Best       |
| 2018 | Gameday Radio    | Kyle Wiggs    | Rob Best       |
| 2019 | Bowlday Radio    | Kyle Wiggs    | Rob Best       |
| 2021 | Bowlseason Radio | Kyle Wiggs    | Elvis Gallegos |

•Elvis Gallegos se convirtió en analista para 2021 luego de que Rob Best muriera en octubre de 2020.